# Casio Wave Ceptor

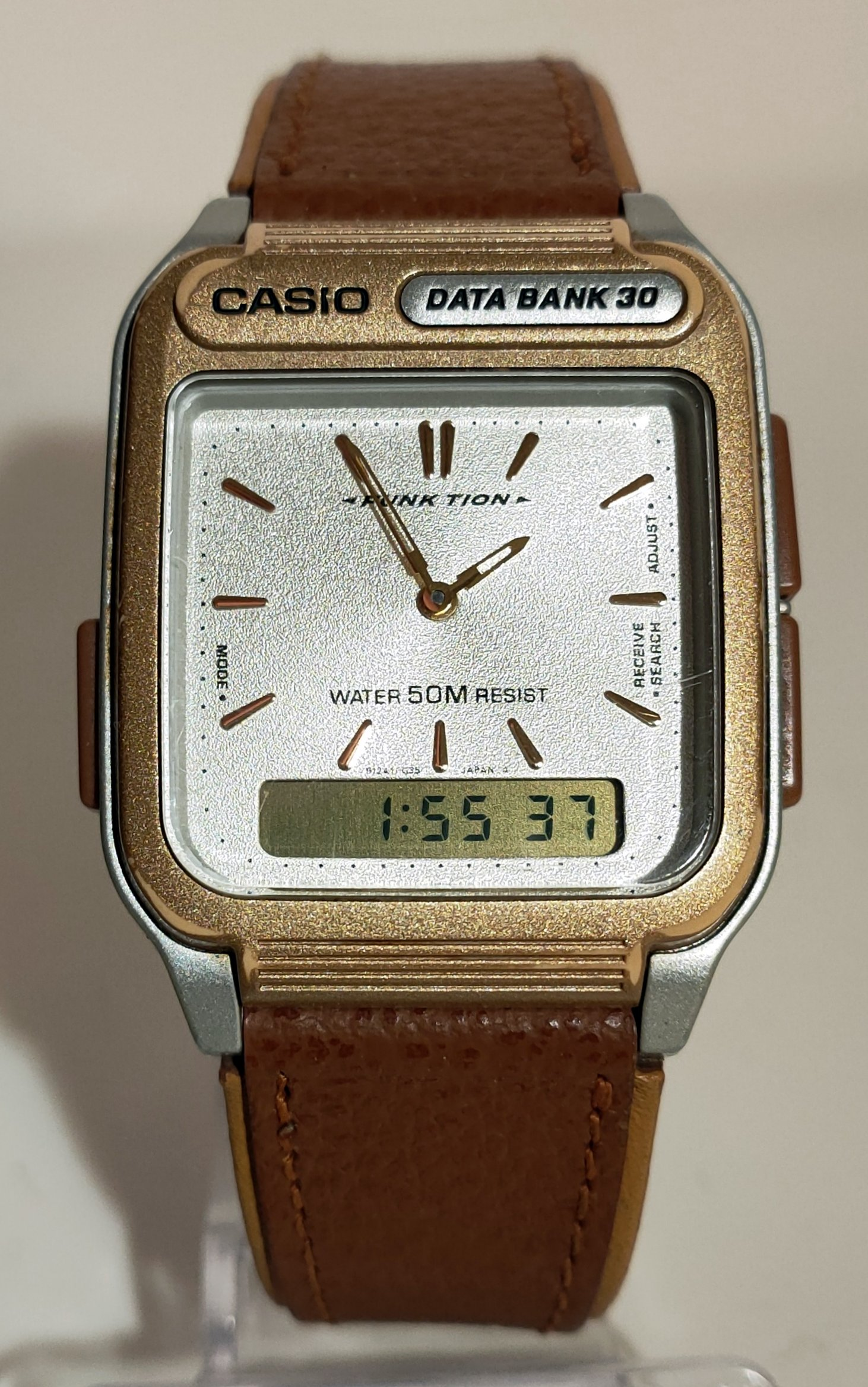
Erste Casio Funkuhr FKT-100 „Funk Tion“, Modul 785 von 1995.

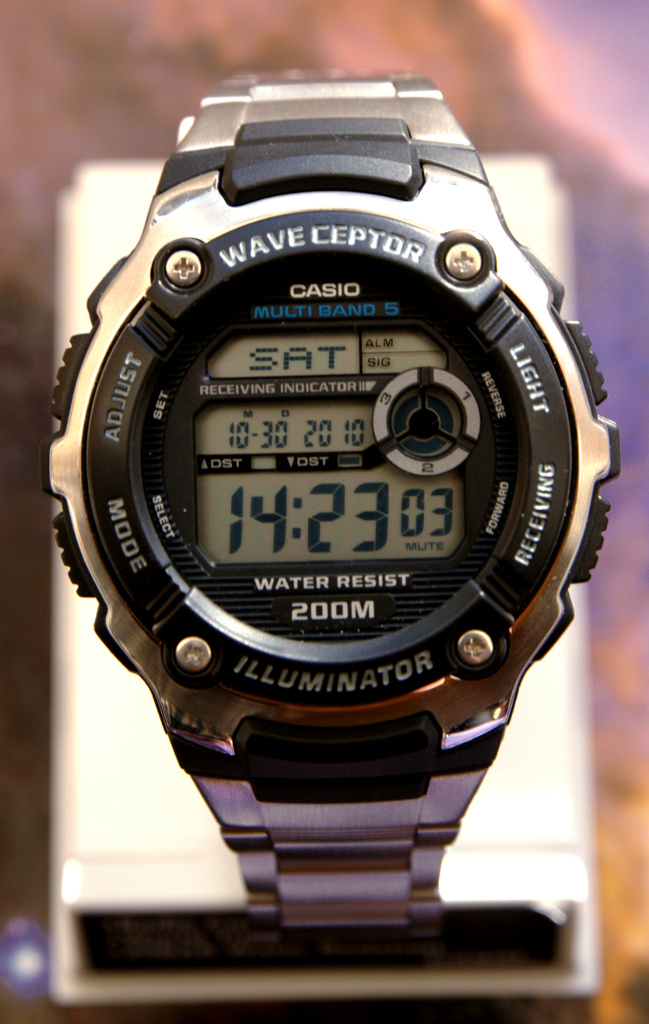
Casio WV-200DE

Wave Ceptor ist eine Produktlinie von Armbanduhren der Firma Casio, die ausschließlich aus Funkuhren besteht und deren Anzeige teils digital, teils analog, teils auf beide Arten erfolgt. 1995 brachte man mit der FKT-100 in Deutschland die erste Funkuhr auf den Markt, welche als „Funk Tion“ bezeichnet wurde. Die Bezeichnung Wave Ceptor wurde erst im Jahre 2000 eingeführt. In Kontinentaleuropa vertriebene Uhren empfangen zumeist das Zeitsignal DCF77 aus Mainflingen bei Frankfurt am Main. Neuere Modelle (ab 2006) wie z. B. die WV-200DE können auch Zeitsignale anderer Sender, wie beispielsweise des japanischen JJY oder des amerikanischen WWV, empfangen, die von der Uhr automatisch gesucht oder explizit ausgewählt werden können.
Zunehmend werden mit einem Solarmodul ausgestattete Modelle angeboten, bei denen die Knopfzelle trotz des relativ hohen Stromverbrauches durch den häufigen Funksignalempfang (praktisch) nicht mehr ausgetauscht werden muss. Hierzu gehören beispielsweise die LCW-M Modelle, welche seit 2011 unter dem Namen Lineage vertrieben werden. Diese ist bei den Solarmodellen ein kleiner Akku, der den Solarzellen überschüssige Energie entnimmt. Die Energie des vollständig geladenen Akkus entspricht einer Laufzeit von etwa 6 Monaten in Dunkelheit.